# Concilium provinciae
Un Concilium provinciae (latin pour conseil provincial) était une assemblée de délégués de toutes les colonies et cités d'une province romaine, qui une fois par an, se réunissaient dans la capitale de la province pour y célébrer des cérémonies en honneur du culte impérial présidées par un flamen —un sacerdote romain— élu annuellement par le conseil.
À côté de la fonction religieuse de cette réunion, ce rassemblement avait aussi pour fonction de réunir les élites locales qui pouvaient discuter des problèmes de la province ou pouvaient former des délégations envoyées à Rome pour résoudre des problèmes avec l'administration de l'empire.